# Shirley Mallmann
Shirley Mallmann (Santa Clara do Sul, 15 dicembre 1977) è una supermodella brasiliana.
È considerata la prima top model di nazionalità brasiliana, precedendo di alcuni anni la notorietà internazionale della connazionale Gisele Bündchen.

## Carriera
Nel 1995 si trasferisce a San Paolo e da lì a New York, ottenendo una rapida notorietà come modella. Inizia a lavorare nel mondo delle principali sfilate internazionali a 17 anni, con la collezione autunno/inverno 1996, sfilando per Anna Sui, Betsey Johnson, Marc Jacobs, Miu Miu e Richard Tyler. Il successo ottenuto è tale che dopo pochi mesi viene già considerata una Top Model, tanto che, secondo quanto riportato dalla rivista statunitense Forbes, nel 1997 era in grado di ottenere 7.000 dollari per una singola ora di lavoro.
Durante la sua carriera ha lavorato per numerosi altri stilisti e case di moda, sia come indossatrice che come testimonial per le rispettive compagne pubblicitarie, tra cui Christian Dior, Roberto Cavalli, Valentino, Dolce & Gabbana, Laura Biagiotti, Lacoste, La Perla, Rocco Barocco, ecc. È comparsa più volte sulle copertine delle riviste dedicate al costume e alla moda, tra cui diverse edizioni internazionali di Vogue (giugno 1997 e ottobre 2000 nell'edizione brasiliana, febbraio 2002 nell'edizione australiana, giugno 1996 nell'edizione italiana), Marie Claire (aprile 1998 nell'edizione australiana e ottobre 1998 e ottobre 1999 nell'edizione brasiliana) e Cosmopolitan (aprile 1997 nell'edizione statunitense e nell'agosto 1997 in quella portoghese) nell'edizione. L'italiana D La Repubblica delle donne nel 1998 le ha dedicato tre copertine.
Nel 1999 è comparsa nel mese di giugno del Calendario Pirelli ed è stata dichiarata Celebrità dell'anno dal canale televisivo statunitense E!, mentre nel 2001 è stata una delle modelle scelte per l'edizione annuale del Sports Illustrated Swimsuit Issue.

## Vita privata
Nel 2002 si ritira temporaneamente dal mondo della moda per la sua prima maternità, tornando a lavorarvi l'anno seguente, seppur in ruoli meno impegnativi. Nel 2008 è nuovamente incinta, continuando tuttavia a lavorare come testimonial per alcune campagne pubblicitarie.
Anche la sorella minore Veridiana è una modella, ed ha lavorato per alcuni mesi della primavera 2008 per la televisione italiana, come Velina di Striscia la notizia, in sostituzione della connazionale Thais Souza Wiggers.